# Lijst van muurgedichten in Den Helder
Dit is een (onvolledige) chronologische lijst van muurgedichten in Den Helder. Onder muurgedicht wordt hier verstaan een (deel van een) gedicht of een literaire strofe die buiten op straat te lezen is. In Den Helder zet Commissie Stadsdichter Den Helder zich in voor poëzie in de openbare ruimte. Onder het kopje titel staan de expliciete titels cursief weergegeven.
| Geplaatst | Titel                                                | Dichter           | Locatie                                      | Afbeelding |
| --------- | ---------------------------------------------------- | ----------------- | -------------------------------------------- | ---------- |
| 1921      | Over 't Krijnen plan is gedacht...                   |                   | Prins Willem-Alexandersingel                 |            |
| 1962      | Uw wet is een licht op onze wegen                    |                   | Duinbrink 49                                 |            |
| 1999      | De gestorvene                                        | Ida Gerhardt      | Het Nieuwe Diep (Visserijmonument)           |            |
| 2008      | Triade                                               | Joop Leibbrand    | Middenweg 2                                  |            |
| 2011      | De werkelijkheid leidt telken weer tot het verlangen | Ruud van der Wint | Duindreef (op brug)                          |            |
| 2014      | De Schots                                            | Jack W. Beneker   | Het Nieuwland 2                              |            |
| 2016      | Wachtende woorden                                    | Jack W. Beneker   | Keizersgracht 94 (entree)                    |            |
| 2018      | Vluchten vogels gaan...                              | Marja Lely        | Zanddijk 200 (terras strandpaviljoen Paal 6) |            |
| 2020      | Over het Wad                                         | Marja Lely        | Kanaalweg 329-347                            |            |
| 2021      | De lente en herfst...                                | Sofie Zoutendijk  | Huisduinerweg (pompgemaal Huisduinen)        |            |
| 2021      | Storm over halmen...                                 | Sofie Zoutendijk  | Huisduinerweg (pompgemaal Huisduinen)        |            |
| 2021      | Over het water...                                    | Sofie Zoutendijk  | Huisduinerweg (pompgemaal Huisduinen)        |            |
| 2021      | Een liedje van het water                             | Ida Gerhardt      | Huisduinerweg (pompgemaal Huisduinen)        |            |
| 2021      | Het schrijverke (fragment)                           | Guido Gezelle     | Sluis nabij Texelstroomlaan/Nieuweweg        |            |
| 2021      | O sijpelijke vlietelijke waterkering                 | Sofie Zoutendijk  | Sluis nabij Texelstroomlaan/Nieuweweg        |            |
| 2021      | Water wijst de weg (fragmenten)                      | Jack W. Beneker   | Kanoroute (op de bruggen)                    |            |
| 2021      | Water wijst de weg                                   | Jack W. Beneker   | Doggersvaart (op brug nabij Boeierstraat 14) |            |
| 2021      | Water wijst de weg                                   | Jack W. Beneker   | Middenvliet (op brug nabij Middenvliet 11A)  |            |
| 2023      | Jeruzalembuurt                                       | Yanaika Zomer     | Seringenlaan (hoek Jan Verfailleweg)         |            |
| 2024      | Onvertogen                                           | Yanaika Zomer     | Vlamingstraat, 1e en 2e Vroonstraat          |            |
| 2024      | Opgetogen                                            | Yanaika Zomer     | Vlamingstraat, 1e en 2e Vroonstraat          |            |
| 2024      | Soundtrack                                           | Yanaika Zomer     | Boerhaavestraat (Station, westelijk perron)  |            |